# El Palauet de la Muralla
Lo Palauet de la Muralla (Casa Tarragona) conocido hasta el 1965 como Casa Rúbies, apellido de la familia que tradicionalmente había tenido la propiedad, es una mansión señorial, hoy convertido en hotel en el centro histórico de Balaguer (Noguera) protegida como bien cultural de interés local.
Está situada cerca de la Plaza Mercadal.
Su fachada principal da al Carrer del Miracle, donde la finca contigua la separa de la Iglesia de la Virgen María del Miracle, que en tiempos pasados fue sinagoga. La parte posterior se aboca al río Segre desde la antigua muralla de la ciudad, compartiendo el paso del recinto amurallado de Balaguer con las casas vecinas.

## Descripción

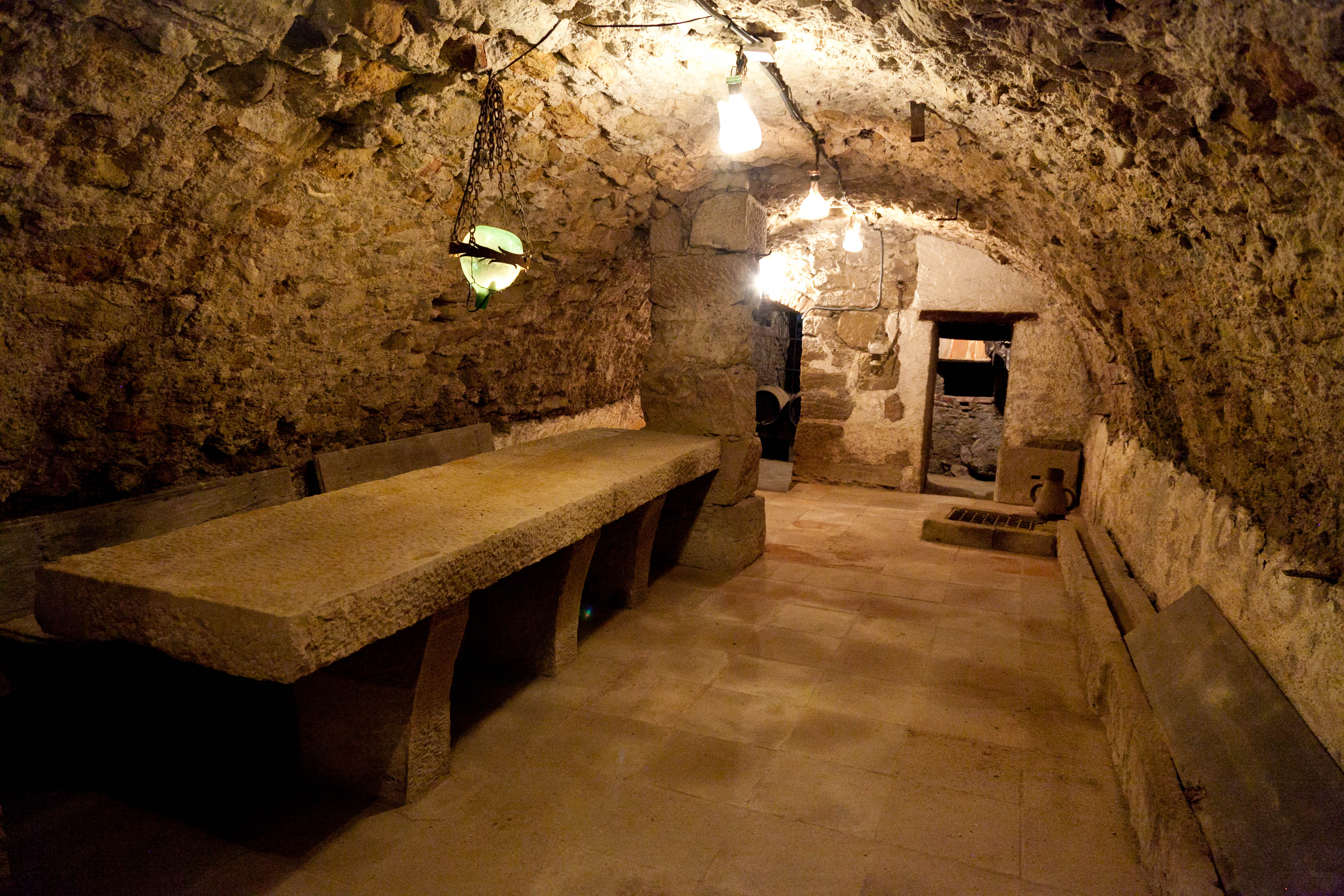
Bodega en la parte judía de la casa.

A pesar de la restauración que se llevó a cabo durante la segunda mitad del siglo XX, la casa conserva su estructura y distribución originarias. En el sótano, de origen judío como reflejan las canalizaciones de agua de que dispone, se encuentran la "bodega", con dos pozos o aljibes que tuvieron que servir para la conservación de aceite y otros productos de la tierra, y la cuadra; hay también un pasillo, actualmente tapiado, que comunica con la iglesia del Miracle. En uno de los aposentos del sótano se encuentra, además, una mesa de piedra maciza de una sola pieza. En la parte posterior de la casa destaca el patio interior, delimitado por las gruesas paredes de piedra del edificio y por la muralla, a través de la cual se llega a la zona exterior sobre el río, conocida como "Lo Portalet".

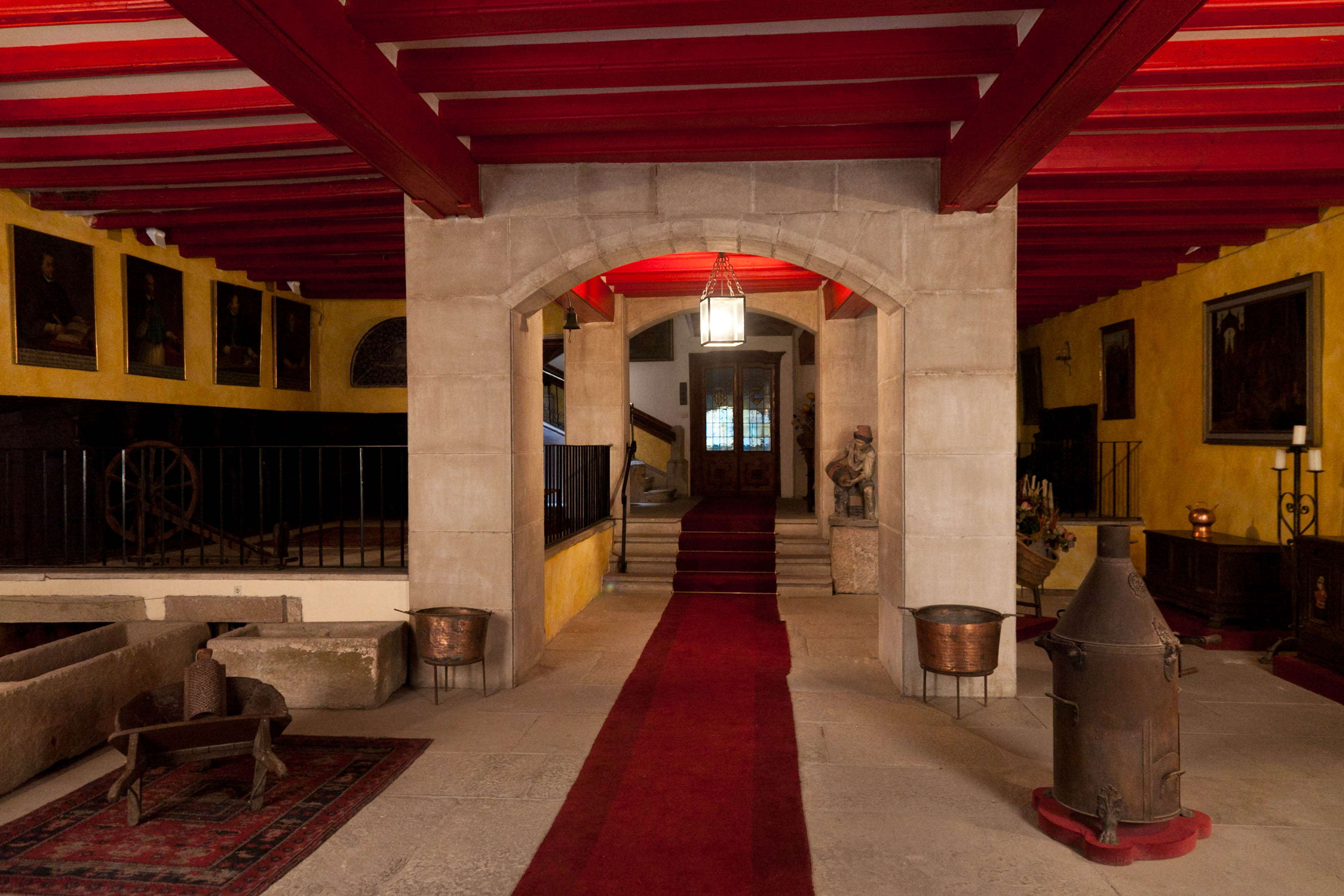
Acceso principal.

Accediendo a la casa por la entrada principal, el visitante se encuentra en un gran vestíbulo, en que destacan las losas de piedra que cubren el suelo y la sillería monacal. Un primer tramo de escaleras conduce a una espaciosa sala de juegos. Prosiguiendo la ascensión, ahora por un patio interior cubierto, se llega a la primera planta, donde se encuentran las suites y habitaciones principales de la casa. Se han recuperado las pinturas originales de los techos, así como las molduras y los artesonados, gracias a la intervención de maestros artesanos como el carpintero Ton Camarasa y el pintor Àngel Soldevila.
Se han conservado también los mosaicos y los suelos de madera originarios de los diferentes aposentos. Destacan, entre ellos, la sala, con un espejo de Murano, el comedor, con su chimenea de madera maciza, o la biblioteca. En cuanto a los dormitorios, están amueblados en estilo imperio y en estilo veneciano.
En la segunda planta, hay actualmente seis suites decoradas cada una de ellas con diferentes muebles antiguos; algunas tienen terraza que da al río y que constituye un mirador privilegiado, no solo del paso del río Segre atravesando la ciudad, sino también de la sierra del Montsec en la lejanía.
Finalmente, en la tercera planta, las buhardillas, conocidas en la comarca como "lo Perxe", con sus vigas de madera originales a la vista, en alguna de las cuales se aprecia el agujero de ligazón del cordaje de los raiers de cuando las hicieron bajar por el río Segre, lo que ofrece la posibilidad de recrearse en un pasado aislado y recogido.

## Historia
La casa tuvo su origen en la expulsión de los judíos de la antigua ciudad de Balaguer, en 1333 y su asentamiento en la otro lado de la que después sería la plaza del Mercadal, donde cada sábado se celebra el mercado semanal, que ya ha celebrado los 800 años de existencia. La construcción ha sufrido varias ampliaciones y reformas hasta llegar a su estado actual. Cabe destacar que en el siglo XVIII se construyó la fachada neoclásica, transformando la casa interiormente y dándole la estructura actual. El año 1930 las Hermanas Carmelitas de la Caridad adquirieron la finca, para destinarla a la escuela de niñas y convento.
El edificio fue colegio hasta el curso 1964-1965 cuando se hizo el traslado a la actual Escuela Vedruna Balaguer.

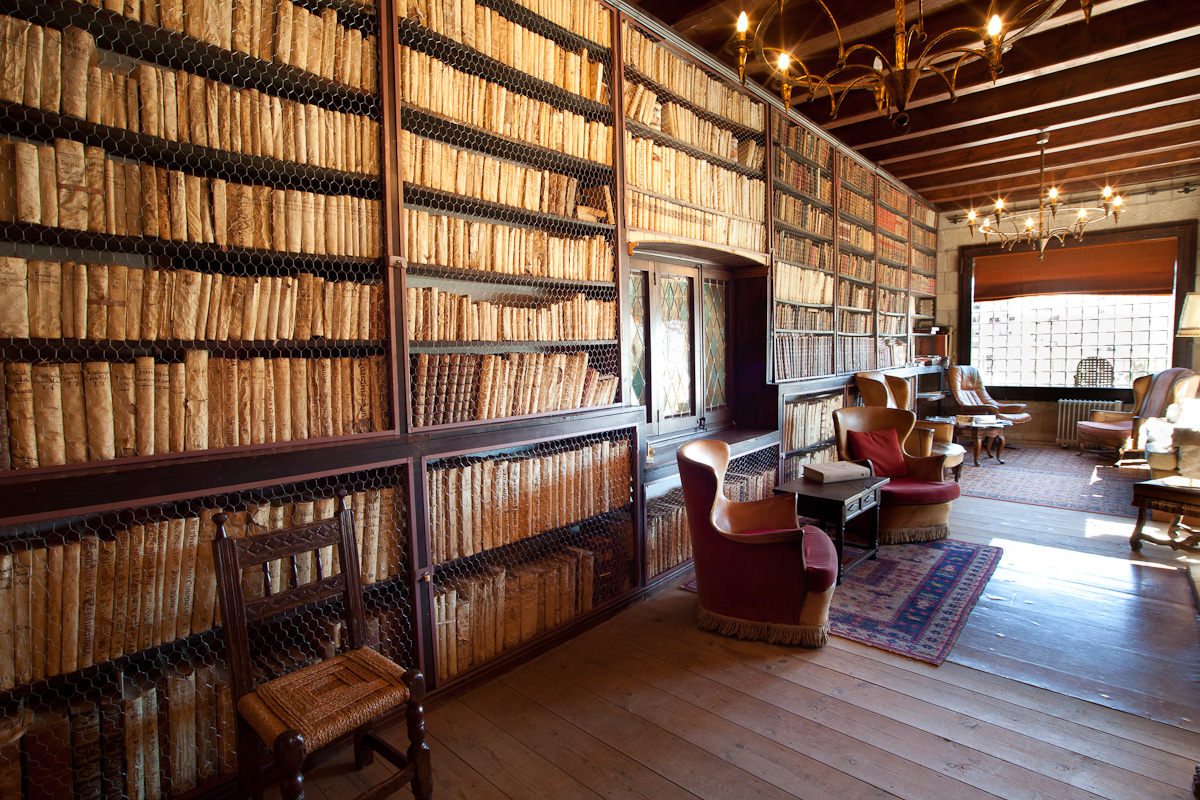
Biblioteca del Palauet.

Los ejemplares de la biblioteca, con más de mil volúmenes, muchos de ellos encuadernados en pergamino, proceden del convento franciscano de Sant Domènec y originariamente del Monasterio de Santa Maria de Bellpuig de les Avellanes; la mayoría son libros de iglesia, vidas de santos y sermones, que se salvaron de ser quemados durante la Guerra Civil porque alguien tapió la entrada de la biblioteca del convento y así se evitó que fuera arrasada.